# 測光標準星
測光標準星は、測光システムによって定められる複数の波長帯（バンド）において、電磁波の強度が綿密に測定されており、変光星ではない恒星の一群。

## 概要
光電測光器やCCDカメラなどの検出器を天体望遠鏡に取り付けて、測光標準星以外の天体を目標とする測光観測を行う場合に、目標天体から受ける光束を、その前後に測定した測光標準星から受ける光束と比較する。そうすることによって、望遠鏡や観測装置に固有の効率、波長感度特性などによる系統的な誤差や、観測日時における地球の大気による吸収を補正し、目標天体の正確な明るさ（等級）を決めることができる。

## 測光標準星の例

### ジョンソンシステム
現在、最も広く使われるジョンソンのUBVシステム及びそれを拡張したジョンソン-カズンズのUBVRI測光システムにおいては、UBVについては1954年にジョンソンが、RIについては1976年にカズンズがオリジナルの標準星を提示した。
オリジナル星は、明るい星が多く、また、RIについては赤緯-40度以南の星ばかりで北天で使えないため、暗い標準星、北天で観測できる標準星を追加していった。その中で最も有名な標準星は、1992年にランドルトが発表した赤道帯標準星である。ランドルトは、これに先立つ比較的明るい標準星や、南天へ拡大した標準星のリストも発表している。
ジョンソンシステムは更に拡張され、近赤外線のJHKバンドも組み込まれた。赤外線では可視光領域とは検出器の原理が異なるため、UBVRIとは別の標準星を用いる。JKHバンドの主要な標準星としては、1998年にハッブル宇宙望遠鏡の近赤外線カメラ用として提示したものが挙げられる。
JHKバンドは、2MASS全天掃天観測でも採用された測光システム（ただし、Kバンドは厳密にはKsなので波長が若干異なる）で、統一手法によって較正された膨大なデータがあり、全天にわたる多数の変光しない恒星が含まれているので、それらを2次的な標準星として使用する場合もある。

### ガンシステム
ジョンソンシステムの、バンド間で重複する波長がある、街灯りからくる水銀輝線や大気の夜光からくる酸素輝線の波長を含む、といった短所を克服するために開発されたシステムで、1976年にガンらによって基礎的な標準星と共に発表された。このシステムでの代表的な標準星には例えば、スミスらが発表した標準星ネットワークがある。
このシステムは、スローン・デジタル・スカイサーベイで採用されており、JHKにおける2MASSと同様に、統一手法によって較正された変更しない星を含む大量の恒星の測光データがあるので、それを2次的な標準星として使用することもできる。